# フェノグラム
「フェノグラム」は、日本の女性歌手、彩音の18枚目のシングル。2013年4月24日に5pb.Recordsより発売された。

## 概要
- 前作「いつもこの場所で」以来1ヶ月ぶりとなるリリースであり、2013年2作目のシングル。
- 初回限定盤と通常版との2形態で発売。初回限定盤付属のDVDに表題曲のプロモーションビデオが収録されている。
- 表題曲はPlayStation 3・Xbox 360用ゲーム『STEINS;GATE 線形拘束のフェノグラム』のオープニングテーマに起用され[1]、STEINS;GATEシリーズのタイアップ曲としては2作目となる。この曲について、彩音は「疾走感のある楽曲に仕上がっていてこの楽曲で私自身が世界線を超えられるよう精一杯歌わせて頂きました」とコメントした[2]。カップリング曲はPlayStation 3・PS Vitaゲーム用『メモリーズオフ6 Complete』のオープニングテーマに起用され、Memories Offシリーズのタイアップ曲としては12作目となる。

## 収録曲
| #         | タイトル                                       | 作詞       | 作曲       | 編曲           | 時間  |
| --------- | ---------------------------------------------- | ---------- | ---------- | -------------- | ----- |
| 1.        | 「フェノグラム」                               | 志倉千代丸 | 志倉千代丸 | オオバコウスケ | 4:56  |
| 2.        | 「かけがえのない想い ずっと一緒に」            | 彩音       | 上野浩司   | 上野浩司       | 4:15  |
| 3.        | 「フェノグラム」(off vocal)                    |            |            |                | 4:55  |
| 4.        | 「かけがえのない想い ずっと一緒に」(off vocal) |            |            |                | 4:15  |
| 合計時間: | 合計時間:                                      | 合計時間:  | 合計時間:  | 合計時間:      | 18:21 |

| #  | タイトル                                                  | 作詞 | 作曲・編曲 |
| -- | --------------------------------------------------------- | ---- | ---------- |
| 1. | 「フェノグラム」(music clip)                              |      |            |
| 2. | 「特典コメント映像」                                      |      |            |
| 3. | 「STEINS;GATE 線形拘束のフェノグラム game opening movie」 |      |            |
| 4. | 「メモリーズオフ6 Complete game opening movie」           |      |            |